# Barton-le-Street
Pour les articles homonymes, voir Barton.
Barton-le-Street est un village et une paroisse civile du Yorkshire du Nord, en Angleterre.